# Mühlenkopftunnel
Der Mühlenkopftunnel ist ein 1345 m langer Eisenbahntunnel der Schnellfahrstrecke Hannover–Würzburg zwischen Göttingen und Kassel (Streckenkilometer 131,9 bis 133,2). Die Röhre unterquert unbewohnte Bereiche der Gemeinde Staufenberg im südlichsten Teil Niedersachsens.

## Verlauf
Im Tunnel schneidet die Neubaustrecke eine enge Schleife der Fulda.
Die Trasse beschreibt, Richtung Süden, zunächst eine Rechts-, dann eine Linkskurve. Die Gradiente fällt Richtung Süden durchgehend mit 9,506 Promille ab. Die Überdeckung liegt bei bis zu 20 m.
Der Tunnel durchquert stark aufgelockerte Formationen des Mittleren Buntsandsteins mit Schichten der Hardegsen- und Solling-Folge. Aufgrund der geringen Festigkeit und der hohen Verformbarkeit des Gebirges bestand die Gefahr von Sohlhebungen und Grundbrüchen. Statt einem Sprengvortrieb wurde zur Erstellung der Kalotte daher eine Teilschnittmaschine verwendet.
Nördlich folgt, nach einem 300 m Damm im Ickelsbachtal, mit dem Mündener Tunnel der zweitlängste Tunnel in Deutschland. Südlich des Bauwerks schließt sich die Fuldatalbrücke Kragenhof an.

## Geschichte

### Planung
Die realisierte Länge von 1345 m war bereits Ende 1983 geplant gewesen. 1987 wurde die Länge dagegen mit 1343 m angegeben.

### Bau
Mit dem Anschlag des Mündener sowie des Mühlenkopftunnels wurden am 27. Oktober 1983 die Bauarbeiten im Streckenabschnitt zwischen Kassel und Göttingen offiziell eingeleitet. Die Tunnelpatenschaft hatte Annemarie Döring, Ehefrau des damaligen Göttinger Landrates Willi Döring, übernommen. Rund 1000 Zuschauer wohnten der Zeremonie bei, bei der die beiden Tunnelpatinnen gemeinsam mit einem Knopf die erste Sprengung auslösten. Der Tunnel wurde im Ickelsbachtal, an seinem Nordportal, angeschlagen.
Der Vortrieb erfolgte von Nord nach Süd, vom Nordportal sowie einer mittig gelegenen Baugrube. Im Gegensatz zu vielen anderen Tunneln der Strecke erfolgte vom Südportal kein Gegenvortrieb. Zur Durchörterung kaolinisierter Sandsteine musste die Kalotte etwa in der Mitte der Strecke im Schutz einer Bohrpfahlwand in einer Baugrube erstellt werden. Ein kurzes Stück in der Mitte wurde aufgrund geringer Überdeckung in offener Bauweise angelegt. Der Tunnel wurde am 19. Juli 1985 am Südportal durchgeschlagen.
Beim Bau des Mühlenkopftunnels – einschließlich des Südabschnitts des Mündener Tunnels – fielen 520.000 m³ Tunnel-Ausbruchsmassen sowie 220.000 m³ aus den Voreinschnitten an. Insgesamt wurden 135.000 m³ Beton und 4.400 t Stahl aufgewendet. Die Bauzeit lag zwischen 1983 und 1987, die Bausumme bei 120 Millionen D-Mark (61,3 Millionen Euro). Mit der Bauausführung beauftragt waren die Unternehmen Dyckerhoff & Widmann AG (Frankfurt am Main) und Bilfinger + Berger AG (Hannover).
Als ökologische Ausgleichsmaßnahmen für den Bau des Mühlenkopf- und des benachbarten Mündener Tunnels entstand oberhalb der Neubaustrecke ein Feuchtgebiet von rund einem halben Hektar Fläche. Zusätzliche finanzierte die Bundesbahn auf Forderung des Kreises Göttingen ein neues Feuchtgebiet im Staufenberger Ortsteil Nienhagen als Ersatzmaßnahme. Mehrere Naturschutzverbände hatten gefordert, eine Brücke an Stelle des Damms im Ickelsbachtal zu errichten.

### Betrieb
Am 5. Mai 2001 gab es eine Großübung im Mühlenkopftunnel. Simuliert wurde eine Vollbremsung eines ICE-3-Zuges, bei dem es zahlreiche Verletzte zu retten galt. Geprobt wurde das Zusammenspiel von Rettungskräften, Notfallmanagern und Fachleuten der DB, sowie der Einsatz der für diese Fälle vorgesehenen Rettungszüge aus Kassel und Hildesheim.
In die Sanierung des Streckenabschnitts Kassel–Göttingen, zwischen dem 23. April 2021 bis 16. Juli 2021, war auch der Tunnel einbezogen. Die Sanierung im Tunnelbereich fiel der DB Bahnbau Gruppe zu.